# Lebot
Der Lebot ist ein Fluss in Frankreich, der in den Regionen Okzitanien und Auvergne-Rhône-Alpes verläuft. Er entspringt in der Landschaft Aubrac, im Gemeindegebiet von Lacalm, entwässert generell Richtung Nord bis Nordwest durch den Regionalen Naturpark Aubrac und mündet nach rund 23 Kilometern an der Gemeindegrenze von Cantoin und Lieutadès im Rückstau der Barrage de Sarrans als linker Nebenfluss in die Truyère. Auf seinem Weg berührt der Lebot die Départements Aveyron und Cantal und bildet so auf mehreren Teilstrecken auch die Grenze zwischen den Regionen Okzitanien und Auvergne-Rhône-Alpes.

## Orte am Fluss
(Reihenfolge in Fließrichtung)
- Montfol, Gemeinde La Trinitat
- Montgros, Gemeinde Lieutadès
- Sévérac, Gemeinde Cantoin